# Chỉ số niềm tin tiêu dùng

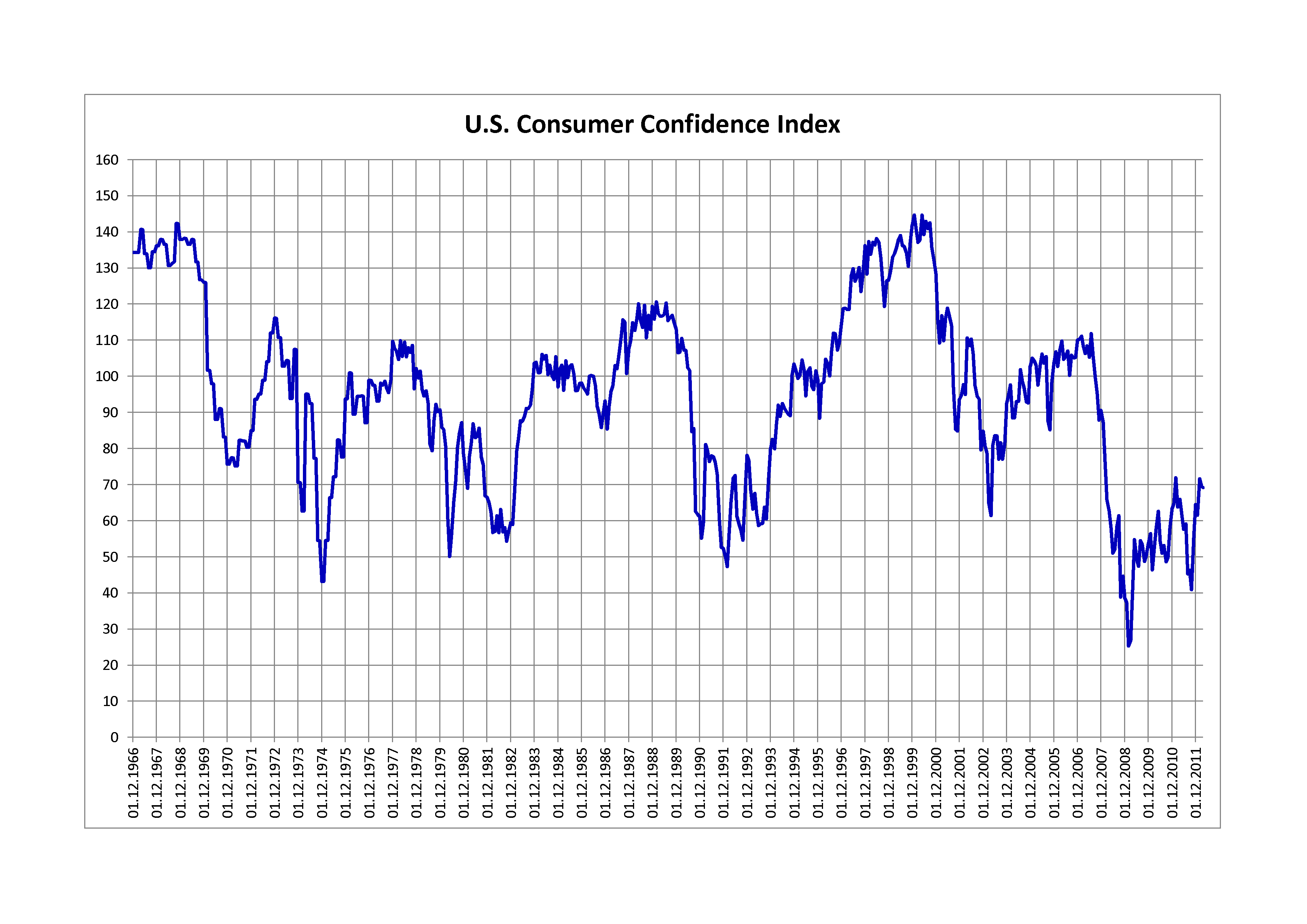
Chỉ số niềm tin người tiêu dùng Hoa Kỳ từ tháng 12 năm 1966 đến tháng 4 năm 2012 (dữ liệu hàng tháng).

Trong kinh tế học, Chỉ số niềm tin tiêu dùng (tiếng Anh: Consumer Confidence Index) là chỉ số đo niềm tin của người tiêu dùng trong một nền kinh tế. Niềm tin tiêu dùng được thể hiện qua mức độ lạc quan về nền kinh tế, về thu nhập, và mức độ chi tiêu của người dân. Nếu người dân lạc quan vào tương lai, họ sẽ tiêu dùng nhiều hơn, và ngược lại. Từ đây có thể thấy nền kinh tế sẽ mở rộng hay thu hẹp.
Ở Mỹ, tổ chức nghiên cứu Conference Board, đo chỉ số này dựa trên khảo sát 5.000 hộ gia đình.
Dựa trên thang điểm 100, Chỉ số niềm tin của người tiêu dùng (CCI) phản ánh kỳ vọng và tâm lý của người tiêu dùng về tương lai tài chính của bản thân cũng như nền kinh tế.
- Chỉ số trên 100 cho thấy sự lạc quan của người tiêu dùng về triển vọng kinh tế. Điều này đồng nghĩa họ có thể tiết kiệm ít hơn và chi tiêu nhiều hơn trong tương lai gần.
- Ngược lại, chỉ số dưới 100 cho thấy người tiêu dùng bi quan về tình hình kinh tế tương lai. Điều này có thể dẫn tới xu hướng tiết kiệm nhiều hơn và chi tiêu ít hơn.